# Spyder IDE
Spyder —  відкрите крос-платформне  інтегроване середовище розробки (IDE) для наукового програмування мовою Python.  Spyder інтегрується з рядом відомих пакетів в науковому стеку Python, включаючи NumPy, SciPy, Matplotlib, Pandas, IPython, SymPy і Cython, а також інше програмне забезпечення з відкритим кодом. Поширюється безкоштовно, як проєкт з вихідним кодом під ліцензією MIT License. 
Spyder розширюваний за допомогою сторонніх додатків, включає підтримку інтерактивних інструментів для перевірки даних і вбудовування Python-специфічних інструментів забезпечення якості коду і інструментів інтроспекції, таких як Pyflakes, Pylint і Rope. Він доступний через Anaconda, на Windows, на macOS через MacPorts, і на основних дистрибутивах Linux, таких як Arch Linux, Debian, Fedora, Gentoo Linux, openSUSE і Ubuntu.

## Основні можливості
- Редактор з підсвічуванням синтаксису, інтроспекцією, завершенням коду
- Підтримка декількох консолей IPython
- Можливість дослідження та редагування змінних з графічного інтерфейсу
- На панелі довідки можна автоматично або за запитом отримувати і відтворювати насичену текстову документацію на функції, класи і методи
- Зневадник, пов’язаний з IPDB, для покрокового виконання
- Статичний аналіз коду, що працює від Pylint
- Профайлер
- Підтримка механізму проектів, що дозволяє одночасно працювати над декількома проектами
- Вбудований провідник файлів для взаємодії з файловою системою та керування проектами
- Можливість « знайти у файлах », що дозволяє здійснювати повний пошук за формальним виразом за вказаним пошуковим запитом
- Онлайн-довідка.  Дозволяє користувачам здійснювати пошук і перегляд документації на Python і пакети всередині IDE
- Журнал історії, запис кожної команди користувача, введеної в кожну консоль
- Внутрішня консоль, що дозволяє інтроспекцію і контроль над власною операцією Spyder
- Збереження змінних в оболонці після завершення виконання застосунку
- Вбудовані вікна для відображення графіки

### Плагіни  включають[2]
- Spyder-Unittest, який інтегрує популярні фреймворки для тестування Pytest, Unittest і Nose з Spyder
- Spyder-Notebook, що дозволяє переглядати та редагувати сторінки Jupyter notebooks в IDE
- Spyder-Terminal надає можливість відкривати, контролювати і керувати системою, не виходячи зі Spyder
- Spyder-AutoPEP8, який може автоматично форматувати код до стандартного стилю коду PEP 8
- інші

.